# Friedrich Buchholz (Schriftsteller)
Paul Ferdinand Friedrich Buchholz (* 5. Februar 1768 in Alt Ruppin; † 24. Februar 1843 in Berlin) war ein deutscher Schriftsteller. Er vertrat bürgerliche, frühliberale und saint-simonistische Positionen und gilt als Wegbereiter soziologischen und positivistischen Denkens in Deutschland.

## Leben
Buchholz studierte von 1785 bis 1787 an der Universität Halle Theologie und neuere Sprachen. Danach unterrichtete er zwölf Jahre lang an der Ritterakademie Brandenburg. Ab 1800 lebte er als Schriftsteller in Berlin und entfaltete eine überaus umfangreiche Produktion von Büchern und Aufsätzen besonders zu sozialphilosophischen, historischen und politischen Themen. Schon nach wenigen Jahren galt er als einer der einflussreichsten politischen Publizisten in Deutschland. Politisch vertrat er frühliberale bürgerliche Positionen und bekämpfte besonders den Adel und seine Privilegien.
Gegen seine Schrift Untersuchungen über den Geburtsadel polemisierte der damalige Gymnasialprofessor Ernst Gottfried Fischer (1754–1831), der in den 1780er-Jahren als Hauslehrer Wilhelm und Alexander von Humboldt und von 1810 bis 1816 den preußischen Kronprinzen Friedrich Wilhelm in Mathematik und Naturwissenschaften unterrichtete.
Seit 1810 unterstützte Buchholz publizistisch die Hardenbergsche Reformpolitik. 1815 gründete Buchholz eine eigene Zeitschrift, die er zunächst unter dem Titel „Journal für Deutschland, historisch-politischen Inhalts“ herausgab und redigierte. Von 1820 bis 1835 setzte er sie fort unter dem Titel „Neue Monatsschrift für Deutschland, historisch-politischen Inhalts“.
Buchholz erweist sich in seinen sozialtheoretischen Schriften als einer der ersten Vertreter soziologischen Denkens in Deutschland. Außerdem hat er den Positivismus Auguste Comtes sowie die Lehren Henri de Saint-Simons und der Saint-Simonisten großenteils übernommen und in Deutschland bekannt gemacht, indem er 40 Abhandlungen von Comte, Saint-Simon und seinen Schülern ins Deutsche übersetzte und in seiner Zeitschrift veröffentlichte.
In seinen Schriften vertrat Buchholz antijüdische Ressentiments, wobei seine diesbezügliche Polemik häufig ökonomisch motiviert war. Dementsprechend wandte sich Buchholz auch gegen die Judenemanzipation.
Das Werk von Buchholz wird bis heute rezipiert.

## Schriften (Auswahl)
Monographien
(alle Titel erscheinen hier in der zeitgenössischen, originalen Schreibweise)
- Darstellung eines neuen Gravitazionsgesetzes für die moralische Welt. Unger, Berlin 1802.
- Moses und Jesus, oder über das intellektuelle und moralische Verhältniß der Juden und Christen. Eine historisch-politische Abhandlung. Unger, Berlin 1803 Digitalisat.
- Der neue Leviathan. Cotta, Tübingen 1805. Neudruck mit Vorwort von Rütger Schäfer: Scientia, Aalen 1970, ISBN 3-511-00679-1.
- Rom und London oder über die Beschaffenheit der nächsten Universal-Monarchie. Cotta, Tübingen 1807.
- Untersuchungen über den Geburtsadel und die Möglichkeit seiner Fortdauer im neunzehnten Jahrhundert. Berlin, Leipzig 1807.
- Gallerie Preussischer Charaktere. Germanien 1808 (Digitalisat). Neudruck: Zweitausendeins, Frankfurt 1979.
- Gemählde des gesellschaftlichen Zustandes im Königreiche Preussen, bis zum 14ten Oktober des Jahres 1806. 2 Bände. Berlin, Leipzig 1808.
- Idee einer arithmetischen Staatskunst mit Anwendung auf das Königreich Preußen in seiner gegenwärtigen Lage. Duncker und Humblot, Berlin 1809.
- Hermes oder über die Natur der Gesellschaft – mit Blicken in die Zukunft. Cotta, Tübingen 1810. Neudruck: Hrsg. Jörn Garber. Scriptor, Kronberg/Taunus 1975, ISBN 3-589-15040-8.
- Geschichte der Europäischen Staaten seit dem Frieden von Wien. (Auch unter dem Titel Historisches Taschenbuch). 22 Bände. Berlin 1814–1837.
- Philosophische Untersuchungen über die Römer. 3 Bände. Enslin, Berlin 1819.
- Geschichte Napoleon Bonaparte’s. 3 Bände. Enslin, Berlin 1827–1829.

Übersetzungen
- Übersetzung von Madame de Staël: Über Deutschland. J. J. Mäcken’sche Buchhandlung, Reutlingen 1815 (Digitalisat).
- 40 aus dem Französischen übersetzte Abhandlungen. In: Neue Monatsschrift für Deutschland, historisch-politischen Inhalts. Band 14 (1824) bis Band 48 (1835). Neudruck in: Saint-Simonistische Texte. Herausgegeben und eingeleitet von Rütger Schäfer. 2 Bände. Scientia, Aalen 1975, ISBN 3-511-06920-3.
- Übersetzung von Vittorio Alfieri: Der Fürst und die Wissenschaften. In Verbindung mit der Deutschen Schillergesellschaft hrsg. von Enrica Yvonne Dilk und Helmuth Mojem. Mit einem Nachwort von Arnaldo Di Benedetto. Wallstein, Göttingen 2011, ISBN 978-3-8353-0862-6.